# Torymus josefi
Torymus josefi is een vliesvleugelig insect uit de familie Torymidae. De wetenschappelijke naam is voor het eerst geldig gepubliceerd in 1996 door Boucek.